# Акворт (Ајова)
Акворт (енгл. Ackworth) град је у америчкој савезној држави Ајова. По попису становништва из 2010. у њему је живело 83 становника.

## Демографија
Према попису становништва из 2010. у граду је живело 83 становника, што је -2 (-2.4%) становника више него 2000. године.
| Група             | 2000.      | 2010.      |
| Белци             | 84 (98,8%) | 82 (98,8%) |
| Афроамериканци    | 0 (0,0%)   | 0 (0,0%)   |
| Азијати           | 0 (0,0%)   | 0 (0,0%)   |
| Хиспаноамериканци | 1 (1,2%)   | 1 (1,2%)   |
| Укупно            | 85         | 83         |